# Бире (Арјеж)
Бире (фр. Burret) насеље је и општина у јужној Француској у региону Миди Пирене, у департману Арјеж која припада префектури Фоа.
По подацима из 2011. године у општини је живело 43 становника, а густина насељености је износила 8,67 становника/km². Општина се простире на површини од 4,96 km². Налази се на средњој надморској висини од 700 метара (максималној 1.203 m, а минималној 587 m).

## Демографија
| 1962. | 1968. | 1975. | 1982. | 1990. | 1999. | 2011. |
| ----- | ----- | ----- | ----- | ----- | ----- | ----- |
| 6     | 16    | 12    | 31    | 18    | 22    | 43    |

График промене броја становника у току последњих година